# Acritodes tarsalis
Acritodes tarsalis är en skalbaggsart som först beskrevs av G. Müller 1944.  Acritodes tarsalis ingår i släktet Acritodes och familjen stumpbaggar. Inga underarter finns listade i Catalogue of Life.